# Wolfgang Popp
Wolfgang Popp, né le 19 mai 1959 à Neu-Isenburg, est un joueur de tennis allemand.

## Palmarès

### Titre en double messieurs
| No | Date       | Nom et lieu du tournoi                 | Catégorie | Dotation | Surface      | Partenaire    | Finalistes                | Score    |  |
| -- | ---------- | -------------------------------------- | --------- | -------- | ------------ | ------------- | ------------------------- | -------- |  |
| 1  | 18-05-1987 | Tournoi de tennis de Florence Florence |           | 89 400 $ | Terre (ext.) | Udo Riglewski | Paolo Canè Gianni Ocleppo | 6-4, 6-3 |  |

### Finales en double messieurs
| No | Date       | Nom et lieu du tournoi                 | Catégorie  | Dotation | Surface      | Vainqueurs                   | Partenaire       | Score    |  |
| -- | ---------- | -------------------------------------- | ---------- | -------- | ------------ | ---------------------------- | ---------------- | -------- |  |
| 1  | 19-11-1979 | Indian Open Bombay                     | Grand Prix | 75 000 $ | Terre (ext.) | Chris Delaney Jim Delaney    | Thomas Furst     | 7-6, 6-2 |  |
| 2  | 12-07-1982 | MercedesCup Stuttgart                  |            | 75 000 $ | Terre (ext.) | Mark Edmondson Brian Teacher | Andreas Maurer   | 6-3, 6-1 |  |
| 3  | 12-10-1987 | Tournoi de tennis de Tel Aviv Tel Aviv |            | 89 400 $ | Dur (ext.)   | Gilad Bloom Shahar Perkiss   | Huub van Boeckel | 6-2, 6-4 |  |

## Parcours dans les tournois duGrand Chelem

### En simple
| Année | Open d'Australie | Open d'Australie | Internationaux de France | Internationaux de France | Wimbledon       | Wimbledon | US Open | US Open | Open d'Australie | Open d'Australie |
| ----- | ---------------- | ---------------- | ------------------------ | ------------------------ | --------------- | --------- | ------- | ------- | ---------------- | ---------------- |
| 1981  | n.o.             | n.o.             | 1er tour (1/64)          | C. Motta                 | —               | —         | —       | —       | —                | —                |
| 1985  | n.o.             | n.o.             | 1er tour (1/64)          | J. Connors               | 1er tour (1/64) | J. Lloyd  | —       | —       | 1er tour (1/64)  | M. Schapers      |

N.B. : à droite du résultat se trouve le nom de l'ultime adversaire.

### En double
| Année | Open d'Australie | Open d'Australie | Internationaux de France  | Internationaux de France | Wimbledon                 | Wimbledon                   | US Open | US Open | Open d'Australie            | Open d'Australie   |
| ----- | ---------------- | ---------------- | ------------------------- | ------------------------ | ------------------------- | --------------------------- | ------- | ------- | --------------------------- | ------------------ |
| 1981  | n.o.             | n.o.             | 2e tour (1/16) A. Maurer  | E. Edwards C. Edwards    | 2e tour (1/16) U. Marten  | Carruthers F. Maynetto      | —       | —       | —                           | —                  |
| 1982  | n.o.             | n.o.             | 2e tour (1/16) A. Maurer  | Gildemeister B. Prajoux  | —                         | —                           | —       | —       | —                           | —                  |
| 1983  | n.o.             | n.o.             | 1er tour (1/32) A. Maurer | E. Edwards D. Visser     | —                         | —                           | —       | —       | —                           | —                  |
| 1985  | n.o.             | n.o.             | 1er tour (1/32) A. Maurer | D. Graham L. Warder      | 1er tour (1/32) A. Maurer | Ti. Gullikson To. Gullikson | —       | —       | 1er tour (1/32) Van Boeckel | T. Erck C. Fancutt |
| 1987  | —                | —                | —                         | —                        | 1er tour (1/32) Riglewski | M. Bauer W. Fibak           | —       | —       | n.o.                        | n.o.               |

N.B. : le nom du ou de la partenaire se trouve sous le résultat ; le nom des ultimes adversaires se trouve à droite.